# Апатитовые руды

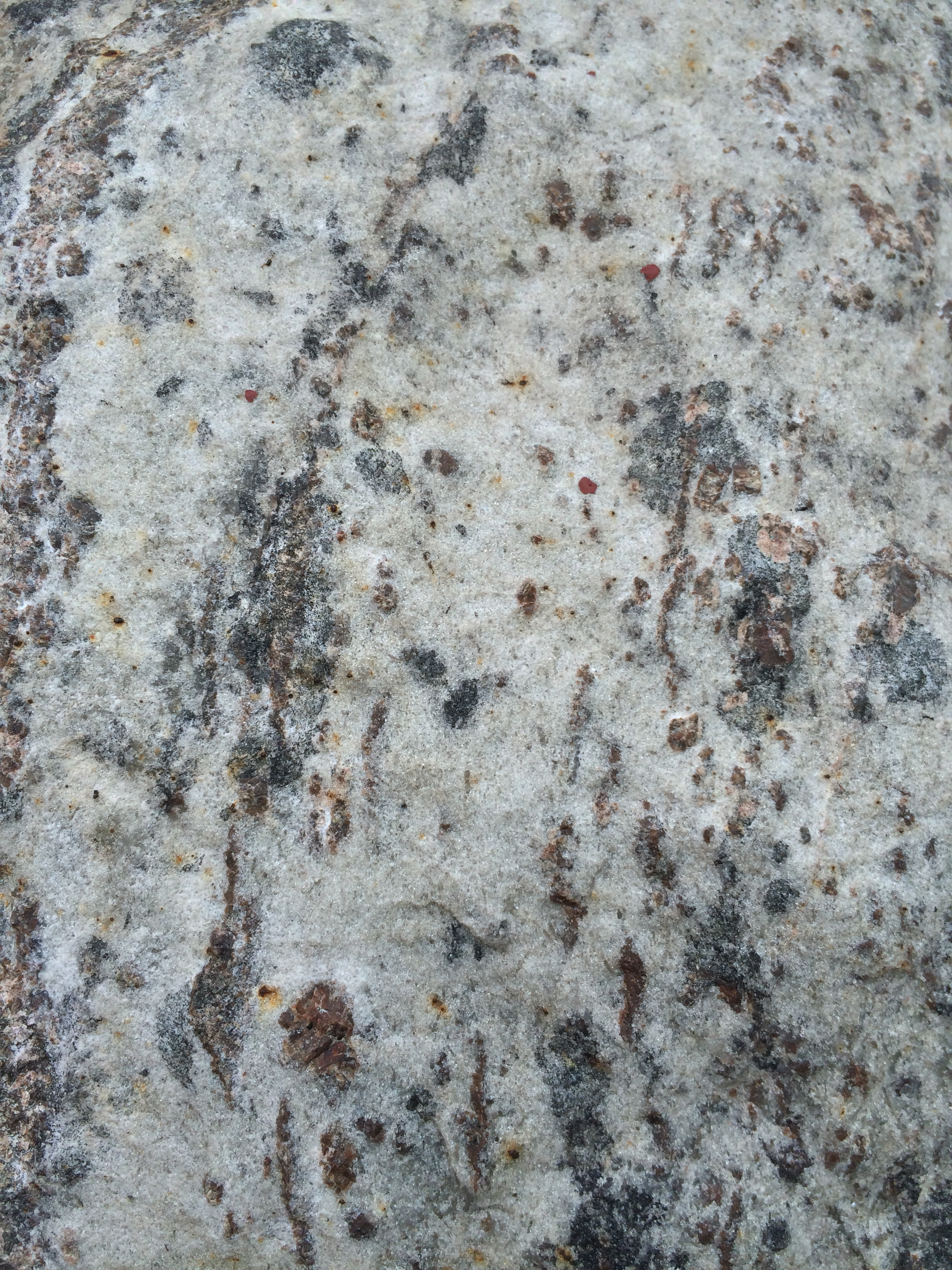
Апатито-нефелиновая руда (сахарный апатит), Хибины

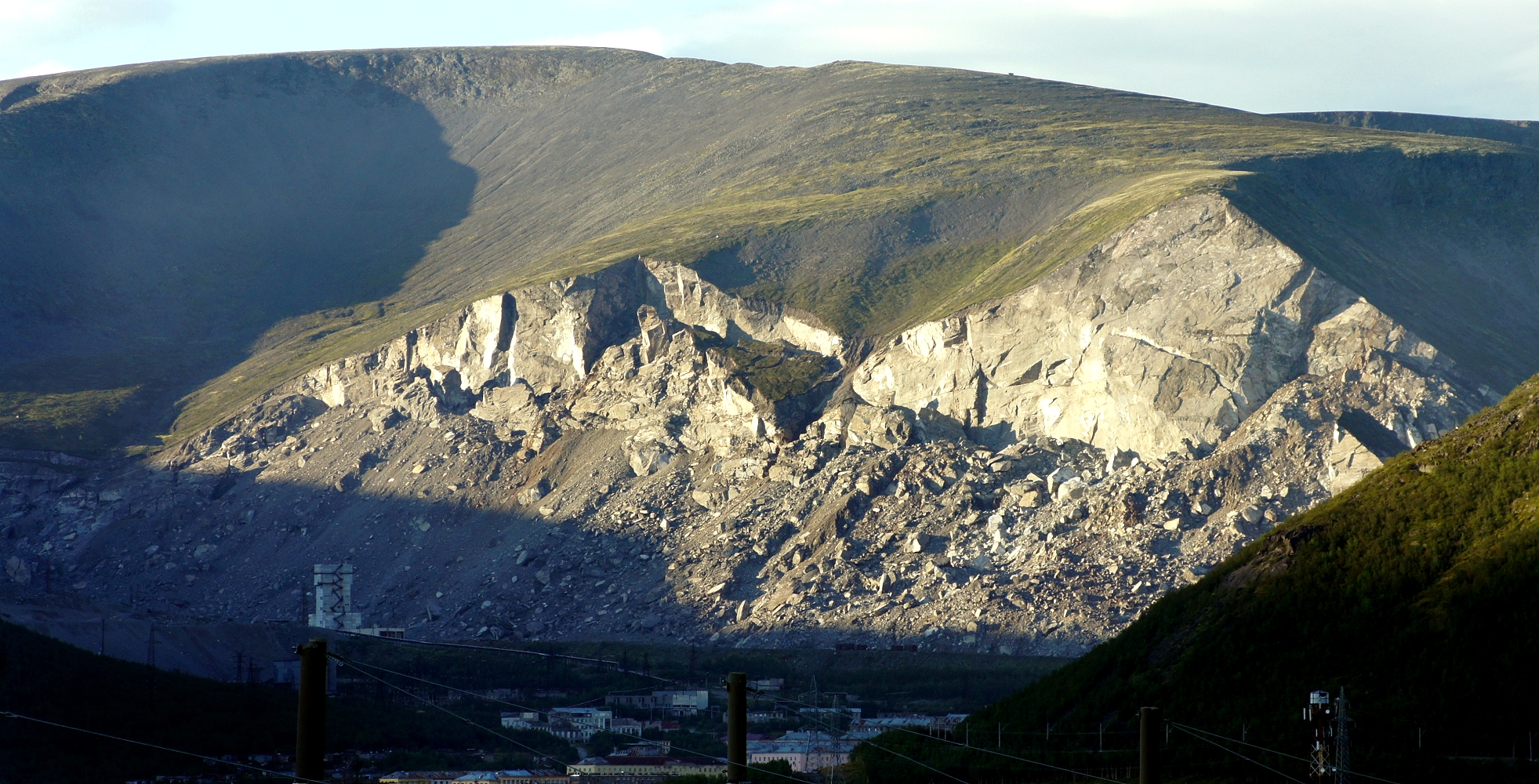
Добыча апатита в Хибинах

Апатитовые руды (англ. apatite ores, нем. Apatiterze) — природные минеральные апатитовые образования, которые экономически целесообразно перерабатывать в промышленных масштабах.
По содержанию Р2О5 различают богатые руды (более 18 %), бедные (5-8 %) и скудные (3-5 %).
По условиям образования апатитовых и комплексных апатитсодержащих руд разделяют на эндогенные, экзогенные и метаморфизованные.
Среди эндогенных различают магматические, карбонатитовые, пегматитовые, контактово-метасоматичные, гидротермальные и вулканогенно-осадочные месторождения, которые объединяются в несколько рудных формаций. Они связаны с магматическими горными породами центральных интрузий апатитовых нефелиновых сиенитов, ультраосновных щелочных пород, щелочных габроидов, щелочных и нефелиновых сиенитов.
К экзогенным относят месторождения выветривания.
Метаморфизованные месторождения приурочены к апатит-кварц-диопсидовой и апатит-доломитовой формаций.

## Месторождения
Мировые запасы апатитовых руд расположены в Мурманской области в группе Хибинских месторождений. 
Также апатит встречается в Бразилии, ЮАР, Финляндии, Уганде, Норвегии, Зимбабве, Канаде, Испании, Индии.